# Welsh Bicknor
Welsh Bicknor is een civil parish in het bestuurlijke gebied Herefordshire en graafschap Herefordshire. 